# CHWI-DT
 (octobre 2020).
Si vous disposez d'ouvrages ou d'articles de référence ou si vous connaissez des sites web de qualité traitant du thème abordé ici, merci de compléter l'article en donnant les références utiles à sa vérifiabilité et en les liant à la section « Notes et références ».
CHWI-DT (connu en ondes sous le nom de CTV 2 Windsor) est une station de télévision canadienne située à Wheatley, Ontario, dont ses studios sont situés à Windsor, appartenant à Bell Media et faisant partie du système CTV 2. Elle est la station-sœur de CKCO-DT du réseau CTV à Kitchener.

## Histoire

### Indépendante
La station a été lancée en 1993. En 1997, la station a été acquis par CHUM Limited.

### The New WI
En 1997, CHUM Limited a fait un échange avec CTV pour les stations ATV de l'Atlantique. Cet échange permet à CHUM d'acquérir les stations CHWI-DT, CFPL-DT, CHRO-TV et CKNX-TV) qui ont adopté le nom "The New XX", créant le nouveau système NewNet.
CHWI a été relancée sous le nom de The New WI, rejoignant un public plus jeune et utilisant le style décontracté de Citytv.
En février 2005, CHUM a centralisé la console principale de CKVR au 299 Queen Street West à Toronto, entraînant la perte de 9 emplois. Le système NewNet a été renommé A-Channel le 2 août 2005.
En juillet 2006, CTVglobemedia annonce son intention de faire l'acquisition de CHUM pour $1.7 milliard canadien, avec l'intention de se départir des stations A-channel et de garder Citytv. En avril 2007, Rogers accepte de faire l'acquisition de A-channel. Le CRTC approuve la transaction le 8 juin 2007 mais à la condition que CTV se départi de Citytv. Rogers Media achète Citytv et CTV garde A-Channel, incluant CHWI. La transaction est complétée le 22 juin.

### Ère CTV et Bell
Le 11 août 2008, A-Channel est devenu simplement /A\, accompagné d'un nouveau logo. Le 4 mars 2009, par suite de problèmes financiers dus à la récession, CTV annule l'émission du matin et quelques émissions locales, conservant les nouvelles.
Le 30 mai 2011, lors de l'annonce de sa programmation d'automne, a aussi annoncé le changement de nom des stations /A\ pour CTV Two, effectif le 29 août 2011, date où les stations seront lancées en haute définition et les émetteurs convertis au numérique. 
À l'automne 2018, le logo change pour « CTV 2 ».

### Problèmes financiers
Le 25 février 2009, CTVgm annonce son intention de ne pas renouveler la licence de ses stations CHWI Wheatley / Windsor et CKNX Wingham en raison de la crise financière mondiale, ainsi que la station CKX-TV Brandon (Manitoba), affilié à CBC. De nombreuses émissions matinales ou de nouvelles de fin de soirée ont été supprimées, et 118 personnes ont perdu leur emploi, soit 23 % de leurs effectifs. À la fin avril, Shaw Communications s'est montré intéressé à acquérir les trois stations pour 1 $ chacun, mais a abandonné deux mois plus tard. Le 8 juillet, CTVgm annonce qu'elle va conserver CHWI à la suite d'un changement de politique du CRTC sur le financement des stations de télévision locales et les efforts de lobbying de Windsor de conserver la station en ondes. Conséquemment, CTVgm dépose une demande auprès du CRTC afin de fermer la station CKNX et convertir son émetteur en ré-émetteur de CFPL à partir du 31 août 2009. De plus, Bluepoint Investment Corporation s'est montré intéressé à faire l'acquisition de CKX-TV Brandon, mais s'est désisté le 1er octobre, ayant comme conséquence la fermeture de la station le lendemain.
En septembre 2010, Bell Canada annonce son intention de faire l'acquisition de CTV Globemedia. La demande a été approuvée par le CRTC le 7 mars 2011 et complétée le 1er avril 2011. CTV Globemedia devient Bell Media.
Le 29 août 2011, le système /A\ devient CTV Two. Ce nouveau nom marque aussi le lancement du système en haute définition à la suite de la transition au numérique le 31 août 2011.